# Englerocharis
Englerocharis là chi thực vật có hoa trong họ Cải.